# Porre
Porre (Allium porrum) er en løgplante, der er almindeligt dyrket som grønsag. Den menes at have været anvendt i mere end 4000 år.

## Beskrivelse
Porre er en toårig, urteagtig plante med en opret, stiv vækst. Bladene danner en lang cylinder af tætpakkede bladskeder. Bladpladerne er flade og linjeformede med langt tilløbende spids, tydelig køl og hel rand. Bladribberne er parallelle, og begge bladsider er blågrønne.
Blomstringen sker om foråret det andet vokseår, hvor en glat og massiv stængel med rundt tværsnit skyder frem fra midten af bladcylinderen. Blomsterne er samlet i en endestillet, kugleformet skærm med mange enkeltblomster. De er regelmæssige og 3-tallige med hvide eller svagt lyserøde kronblade. Ofte dannes der yngleknopper inde i blomsterstanden, men i øvrigt bliver blomsterne til ægformede kapsler.
Den oprindelige art har et rodnet, som består af en knold og et stort antal trævlerødder. Den dyrkede form har en flad rodkage med mange, tætsiddende trævlerødder.

Højde x bredde og årlig tilvækst: 0,75 x 0,25 m (75 x 25 cm/år), men blomsterstænglen er dog væsentligt højere. Disse mål kan fx bruges til beregning af planteafstande, når arten dyrkes.

## Hjemsted
Porre er en kulturform af den vildtvoksende art, porreløg (Allium ampeloprasum), der er udbredt i Nordafrika, Mellemøsten, Kaukasus og i Europa undtagen Nordeuropa.
På den sydlige del af Gibraltar vokser denne art i garrigue sammen med bl.a. gladiolus, dværgpalme, hvid affodil, høstaffodil, kæmpeskilla, rosmarin, Ruta angustifolia (en art af Rude), Stipa tenacissima (en art af fjergræs) og tandet lavendel

## Kulturhistorie
Porre kendes allerede ca. 2.100 f.Kr., hvor den sumeriske hersker, Urnammu, lod planten dyrke i byen Urs haver. Også ægypterne kendte til planten, og den har formentlig været en del af den mad, som arbejderne fik, mens de byggede pyramiderne.
I romerriget spiste man også porrer, og man gav kejser Nero tilnavnet porrophagus (= "porrespiseren") på grund af hans tilbøjelighed for planten. På de Britiske Øer blev planten betragtet som nationalt symbol, og kong Cadwalladr af Gwynedd forlangte, at hans folk skulle bære planten i hjelmen som kendetegn i kampene mod sakserne. I Karl den Stores rundskrivelse, " Capitulare de villis vel curtis imperii" fra 812, bliver det anbefalet at dyrke porrer i urtehaven ved kongens slotte.

## Indholdsstoffer
Planten indeholder c-vitamin, k-vitamin og folinsyre. Desuden har planten et højt indhold af kalium, calcium, magnesium, jern og mangan. Ved påvirkning af enzymet allinase, der frigives ved såring af cellerne, omdannes cellernes indhold af alliin til den antioxidante og bakteriedræbende svovlforbindelse, allicin, som giver planten dens skarpe lugt og smag.

## Sygdomme og skadedyr
Porrer er sårbar overfor følgende plantesygdomme:
- Porrerust
- Fusarium
- Purpurskimmel

og følgende skadedyr
- Knoporme
- Porremøl
- Thrips

| Portal | Portal:Botanik |